# Carcelia coniformis
Carcelia coniformis är en tvåvingeart som beskrevs av Villeneuve 1941. Carcelia coniformis ingår i släktet Carcelia och familjen parasitflugor. Inga underarter finns listade i Catalogue of Life.